# Jean-Pierre Andrieux
Pour les articles homonymes, voir Andrieux.
Jean-Pierre Andrieux, né en 1947 à Montréal, est un homme d'affaires et historien franco-canadien qui a écrit, en français et en anglais, ainsi que publie  en portugais, portugais/anglais, espagnol/anglais sur l'histoire maritime de Terre-Neuve et sur les îles Saint-Pierre-et-Miquelon.

## Biographie
Il est né à Montréal de parents originaires de Saint-Pierre-et-Miquelon. Il a grandi dans l'île-du-Prince-Édouard et sorti diplômé en commerce de la Sir George Williams University School of Retailing (aujourd'hui Concordia) en 1968. Il a depuis travaillé dans le tourisme tant à Saint-Pierre-et-Miquelon qu'à Terre-Neuve. À partir des années 1970, il a commencé à écrire sur l'histoire de la région, principalement sur Saint-Pierre-et-Miquelon et donne régulièrement des conférences sur les navires de croisière.
Il habite à Saint-Jean de Terre-Neuve et est consul honoraire d'Espagne pour Terre-Neuve et le Labrador.
En novembre 2014, il est décoré de l'Ordre du Canada pour « pour sa contribution à la préservation de l’histoire maritime de Terre-Neuve-et-Labrador en tant qu’auteur et collectionneur ».

## Ouvrages
En anglais
- Shipwreck 1970 Ed W.F. Rannie
- Prohibition and St Pierre Ed W.F. Rannie  (ISBN 0-919953-00 X)
- Over The Side 1984 Ed W.F. Rannie  (ISBN 0-919953-34-4)
- East Coast Panorama 1984 Ed W.F. Rannie  (ISBN 0-919953-38-7)
- St Pierre and Miquelon 1986 Ed OTC Press  (ISBN 0-921221-00-2)
- The Grand Banks: A Pictorial History, 2011, éd. Flankers  (ISBN 978-1-926881-41-6);
- Rumrunners: The Smugglers from St. Pierre and Miquelon and the Burin Peninsula from Prohibition to Present Day, éd. Flanders  (ISBN 978-1-897317-48-8);
- Marine Disasters and Shipwrecks Volume I , 2004, éd. Flankers  (ISBN 978-1-894463-39-3);
- Newfoundland's cod war, Canada or France?, 1987, OTC Press.

En français
- Escales à Saint-Pierre et Miquelon, 2013[4]
- Les contrebandiers, – trafiquants de Saint-Pierre et Miquelon et de la péninsule de Burin, de l’ère de la prohibition à aujourd’hui , 2012 – Océans Éditions –  (ISBN 978-2-9809478-1-0)[5]
- St-Pierre-et-Miquelon, 2007, à compte d'auteur
- La prohibition et St-Pierre et Miquelon: Musée du Nouveau Monde, La Rochelle, 16 mai-30 octobre 1991, en collaboration avec Thierry Lefrançois, 1991, catalogue de l'exposition du même nom, éditions des Musées d'art et d'histoire de La Rochelle;
- Naufrages à Saint-Pierre, 1984, Lemeac Éditeur;
- La prohibition-- : cap sur Saint-Pierre et Miquelon, 1983, Lemeac Éditeur;
- Naufrage ! Histoire illustrée des désastres maritimes aux Iles Saint-Pierre et Miquelon en collaboration avec Joseph Lehuenen, 1977, W.F. Rannie - Publisher.
- Naufrages A St Pierre 1992 Ed OTC Press  (ISBN 2-920703-01-3)

En Portugais
- A Frota Portuguesa do Bacalhau 2017 Ancora Editora  (ISBN 978-972-8863-35-7)

En Portugais/Anglais
- Os Navios Da Pesca A Linha 2018 Fundacao Gill Eannes  (ISBN 978-989-99869-2-3)

En Espagnol/Anglais
- Rumbo Al Bacalao 2020 Ed Fram, The Cod Foundation  (ISBN 978-84-09-20840-1)

## Distinctions
- Ordre du Canada, 2014
- Ordre du Mérite civil (Espagne), 2009[1]
- Ordre National du Merite (France) 2004
- Ordre Naval Distinction Blanche (Espagne) 2011
- Ordre Infante Dom Henrique (Portugal) 2015
- Ordre Naval Première Classe (Portugal) 2015
- Ordre du Porto (Portugal) 2018